# François-Antoine Pomey
Compléments
- Prêtre jésuite

François-Antoine Pomey (que certaines sources écrivent François Pomey ou François Pomay), né le 8 décembre 1618 à Pernes-les-Fontaines et mort le 10 novembre 1673 à Lyon, est un jésuite français, romaniste, philologue et lexicographe.

## Biographie
François-Antoine Pomey naît le 8 décembre 1618 à Pernes-les-Fontaines. En 1638, il entre au noviciat jésuite. En 1644, il devient préfet des basses classes du collège de la Trinité, à Lyon (actuel Collège-lycée Ampère),.

## Œuvres
En 1671, il publie le Dictionnaire royal augmenté.
Son Pantheum mythicum, seu Fabulosa deorum historia, publié en 1658 à Lyon et qui sera plusieurs fois réédité, a été utilisé comme manuel de mythologie jusqu'à la fin du XVIIIe siècle ,.